# Saguday
Saguday è una municipalità di quinta classe delle Filippine, situata nella Provincia di Quirino, nella regione della Valle di Cagayan.
Saguday è formata da 9 baranggay:
- Cardenas
- Dibul
- Gamis
- La Paz
- Magsaysay (Pob.)
- Rizal (Pob.)
- Salvacion
- Santo Tomas
- Tres Reyes